# Dagon (Kurzgeschichte)

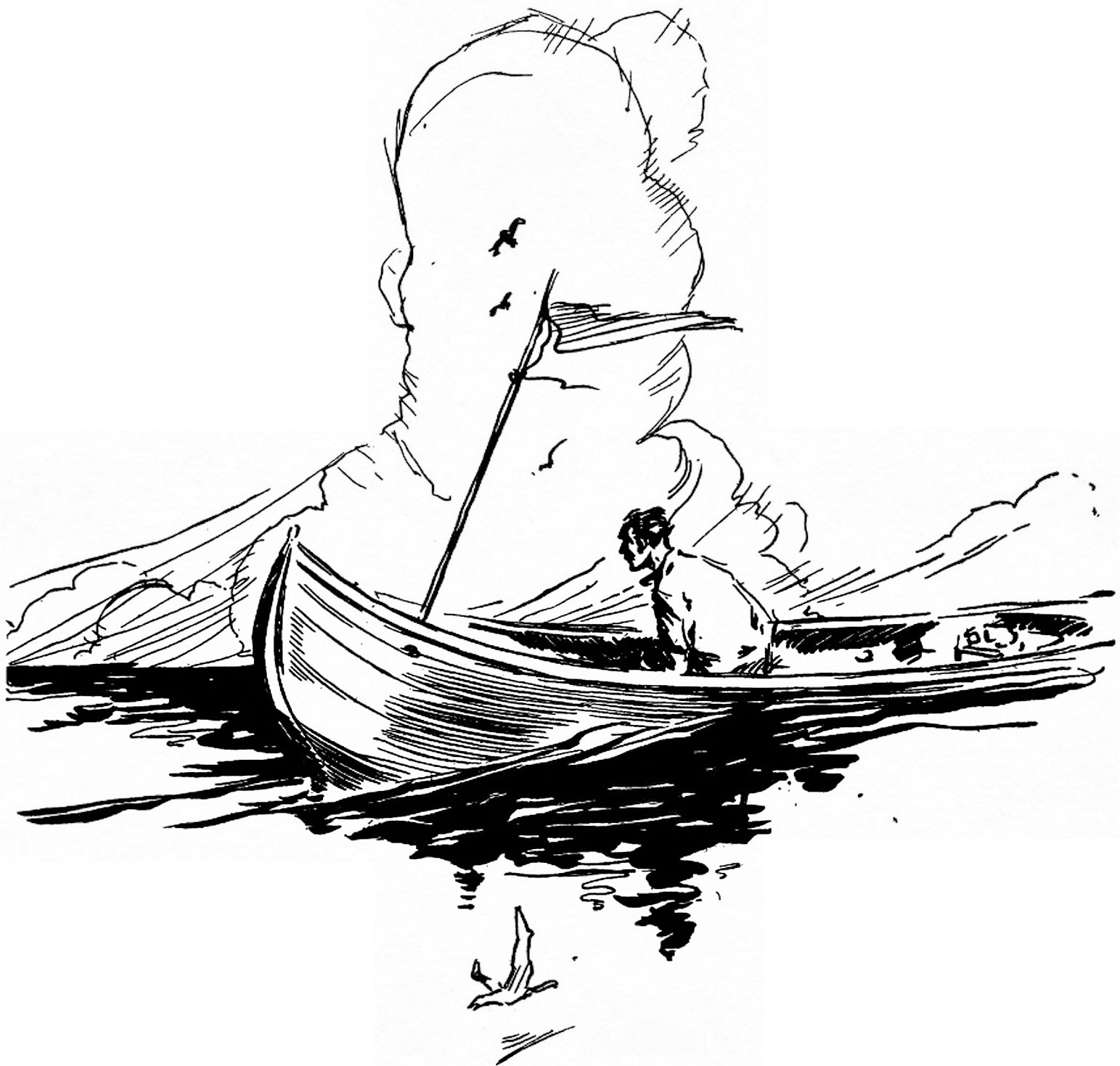
Illustration der Veröffentlichung in Weird Tales

Dagon ist eine Kurzgeschichte von H. P. Lovecraft aus dem Jahr 1917 und damit eines seiner ersten Werke als Erwachsener. Veröffentlicht wurde die Geschichte erstmals 1919 in der Novemberausgabe von The Vagrant, einer Amateurpresse-Zeitschrift der damaligen Zeit, die von W. Paul Cook herausgegeben wurde. Lovecraft wurde nach eigenen Worten durch einen Traum zu dieser Geschichte inspiriert.

## Handlung
Die Kurzgeschichte ist als Testament eines morphiumabhängigen Mannes angelegt, der vor seinem Selbstmord von einem grauenhaften Erlebnis erzählt, durch das er seine geistige Gesundheit verlor und drogenabhängig wurde.

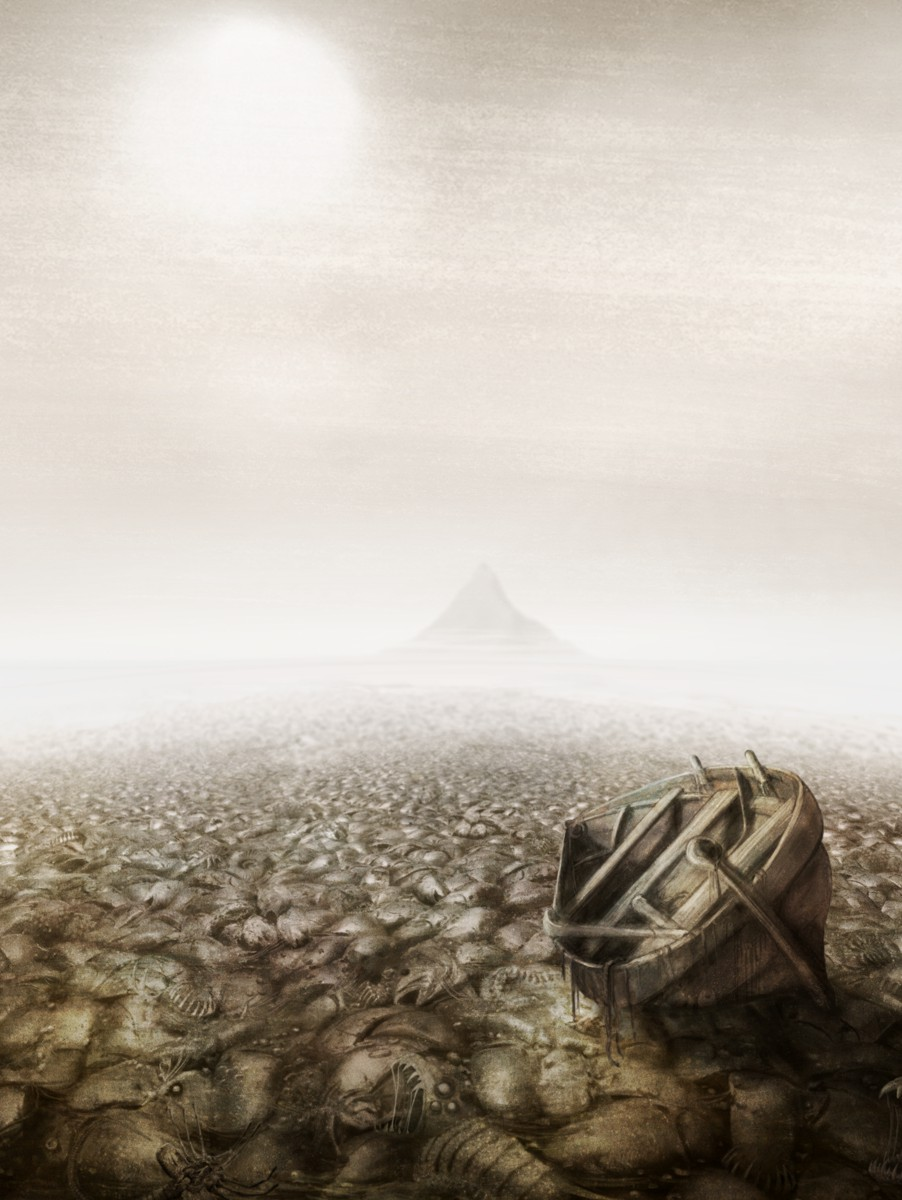
Künstlerische Darstellung der Szenerie von Dagon

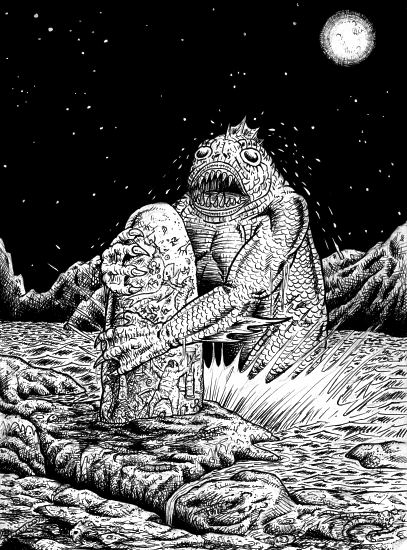
Künstlerische Darstellung der Meeresgottheit Dagon

In der Anfangszeit des Ersten Weltkriegs befährt der Erzähler als Offizier eines Handelsschiffes den Pazifik, als ein deutsches Kriegsschiff seinen Frachter kapert und die Mannschaft gefangen nimmt. Es gelingt ihm, ausgestattet mit genügend Proviant, auf einem Rettungsboot aus der Gefangenschaft zu entkommen. Nachdem er einige Zeit ziellos auf dem Meer getrieben ist, findet er sich eines Morgens nach unruhigen Träumen in einem endlos erscheinenden, schwarzen und schleimigen Sumpfland gestrandet vor, das von verwesenden Fischen und anderen, teils ihm unbekannten Meerestieren bedeckt ist. Er vermutet, dass durch eine „beispiellose vulkanische Erhebung“ der Meeresboden an die Oberfläche gedrückt worden sein muss.
Nachdem der Boden an der Sonne ausreichend getrocknet ist, begibt er sich auf eine tagelange Wanderung zu einem weit entfernten „Hügel“ im Westen. Dieser stellt sich jedoch als wesentlich höher heraus und befindet sich hinter einer tiefen Schlucht, deren Boden mit Wasser bedeckt ist. Am Rande dieses Wasserkanals findet er einen riesigen weißen Stein, den er als wohlgeformten Monolithen beschreibt, der mit unbekannten Hieroglyphen von Wassertieren wie „Fischen, Aalen, Tintenfischen, Krustentieren, Mollusken, Walen usw.“ bedeckt ist. Es sind auch Abbildungen von menschenähnlichen Wesen darunter, die aber gewaltige Proportionen und Körpermerkmale von Fischen haben.
Während er den Monolithen betrachtet, erhebt sich plötzlich eine Kreatur, „gewaltig wie Polyphemos“, aus dem Wasser, umschlingt den Monolithen und gibt schreckliche Laute von sich. Wahnsinnig vor Furcht flieht der Seemann den Abhang hinauf und zurück zu seinem Boot. Seine letzte verschwommene Erinnerung ist die an einen großen Sturm.
Als er wieder zu sich kommt, findet er sich in einem Krankenhaus in San Francisco wieder, wohin er nach seiner Rettung durch ein US-amerikanisches Schiff gebracht worden ist. Es ist nichts über aus dem Meer aufgetauchtes Land bekannt geworden; der Gerettete zieht es vor, über sein Erlebnis zu schweigen. Einmal befragt er – allerdings ergebnislos – einen berühmten Ethnologen über den Fischgott Dagon der Philister.
Durch Drogen wie Morphium versucht er, das schreckliche Erlebnis und die wiederkehrenden Träume und Visionen des Monsters zu vergessen. Er fürchtet, dass die in den Tiefen des Ozeans lebenden „namenlosen Dinge“, deren Abbilder er auf dem Monolithen gesehen hat, eines Tages an die Oberfläche kommen und „die kümmerlichen Reste einer vom Krieg geschwächten Menschheit“ ins Verderben stürzen werden. Die Geschichte endet mit den Worten:

“The end is near. I hear a noise at the door, as of some immense slippery body lumbering against it. It shall not find me. God, that hand! The window! The window!”

„Das Ende ist nahe. Ich höre ein Geräusch an der Tür, als würde ein gewaltiger glitschiger Leib dagegen drücken. Er soll mich nicht finden. Gott, diese Hand! Das Fenster! Das Fenster!“

## Adaptionen
Im Jahr 2001 wurde der Film Dagon veröffentlicht; trotz der Namensgleichheit basiert der Film aber zum größten Teil auf Lovecrafts Novelle Schatten über Innsmouth, die ein Jahrzehnt später als Dagon entstand.
2020 wurde Dagon innerhalb der Hörspielserie Howard Phillips Lovecraft – Chroniken des Grauens von Markus Winter erstmals als Hörspiel bearbeitet.

## Ausgaben
- Dagon. In: Edwin Baird (Hrsg.): Weird Tales, vol. 2, no. 3, October 1923; Volltext (Wikisource).